# Vládci soustavy
Vládci soustavy jsou fiktivní skupinou ve sci-fi seriálu Hvězdná brána. Představují alianci nejmocnějších Goa'uldů, vládnoucí Goa'uldskému impériu.

## Seznam vládců soustavy

### Egyptská mytologie
| Jméno                       | Herec/Herečka              | Popis | Symbol |
| --------------------------- | -------------------------- | --- | ------ |
| Ra                          | Jaye Davidson Jay Williams | Vrchní vládce soustavy zabit Jackem O'Neillem jadernou zbraní ve filmu Hvězdná brána. |        |
| Anubis                      | David Palffy               | je řecké jméno egyptského boha podsvětí, byl největší goa'uldskou hrozbou pro Tau'ri, protože se po chybě Antičky Omy povznesl (jelikož povznést se dle Antiků mají právo pouze bytosti s čistým srdcem), a měl tak přístup k antickým technologiím. Antici se jej pokusili vrátit do nižší sféry existence, avšak neúspěšně. Proto se z něj stal napůl povznesený a jeho znalosti antických technologií mu zůstaly. Při jeho pokusu zničit Dakaru přemluvil Daniel Jackson Omu k nápravě své chyby, která tak učinila. |        |
| Apophis                     | Peter Williams             | Byl bývalým bohem Teal'ca. Zemřel při sabotáži své mateřské lodi v 5. sérii. |        |
| Sokar                       | David Palffy               | Zabit Tok'ry ve 3. sérii výbuchem měsíce Natu (na Zemi znám jako peklo). |        |
| Usirev (v originále Osiris) | Anna-Louise Plowman        | Byl původně vládcem soustavy, pak sloužil Anubisovi. V 7. sérii zajat Tau'ri a vyjmut z hostitele. | -      |
| Heru'ur                     | Douglas H. Arthurs         | Je synem Ra a Hathor. Napadl Cimmerii poté, co zjistil, že Thorovo kladivo je nefunkční. Byl zabit Apophisem ve 4. sérii. |        |
| Seth                        | Robert Duncan              | Přežíval na Tau'ri od dob pohřbení brány a byl zabit Samantou Carterovou v díle Seth. (3. série) |        |
| Hathor                      | Suanne Braun               | Goa'uldská královna zabita Jackem O'Neillem v díle Pod palbou. (3. série) |        |
| Bastet                      | Natasha Khadr              | V epizodě Schůzka na nejvyšší úrovni hlasuje pro přijetí Anubise zpět mezi Vládce soustavy. Zabita ve válce s Ba'alem. | -      |

### Šintoistická mytologie
| Jméno     | Herec/Herečka | Popis | Symbol |
| --------- | ------------- | --- | ------ |
| Amaterasu | Kira Clavell  | Sluneční bohyně, podle legendy zakladatelka japonské císařské rodiny. V epizodě Časy se mění navštívila SGC po porážce Anubise, aby sjednala novou dohodu proti Ba'alovi. Zabita Replikátory. (viz Amaterasu) | -      |

### Řecká mytologie
| Jméno  | Herec/Herečka | Popis                                                       | Symbol |
| ------ | ------------- | ----------------------------------------------------------- | ------ |
| Kronos | Ron Halder    | Zabit Teal'cem v epizodě V dvojím ohrožení ve 4. sérii.     |        |
| Áres   | -             | V epizodě Byl jednou jeden král byl zabit Jackem O'Neillem. |        |

### Keltská mytologie
| Jméno    | Herec/Herečka | Popis | Symbol |
| -------- | ------------- | --- | ------ |
| Camulus  | Steve Bacic   | V epizodě Časy se mění navštíví SGC vyjednat novou dohodu proti Ba'alovi. Poté Camulus nečekaně požádá o azyl na Zemi.                          | -      |
| Morrigen | Bonnie Kilroe | V epizodě Schůzka na nejvyšší úrovni hlasuje pro přijetí Anubise zpět mezi Vládce soustavy. Vzdala se Ba'alovi v epizodě Byl jednou jeden král. | -      |

### Fénicko-kanaánská mytologie
| Jméno  | Herec/Herečka | Popis | Symbol |
| ------ | ------------- | --- | ------ |
| Ba'al  | Cliff Simon   | Kanaánský bůh, nejmocnější Goa'uld po Anúbisově porážce. Vytvořil mnoho svých klonů, takže nebylo jasné, zda je mrtvý. Je hlavním padouchem ve filmu Hvězdná brána: Návrat. |        |
| Moloch | Royston Innes | Kanaánský bůh, zabíjel Jaffské děti ženského pohlaví, protože věřil, že ženy nemohou být bojovnice. Zabit Tau'ri raketovým útokem z SGC.                                    |        |

### Hinduistická mytologie
| Jméno  | Herec/Herečka     | Popis | Symbol |
| ------ | ----------------- | --- | ------ |
| Kálí   | Suleka Mathew     | Hinduistická bohyně zkázy. V epizodě Schůzka na nejvyšší úrovni hlasuje pro přijetí Anubise zpět mezi Vládce soustavy. | -      |
| Nirrty | Jacqueline Samuda | Hinduistická bohyně smrti. Zaměřuje se na získávání cizích technologií a pokusy se snaží vytvořit geneticky dokonalého hostitele. Její snaha je nakonec přerušena, když se za pomoci SG-1 a ruského SG týmu podaří jednomu z geneticky upravených lidí ji zabít. Nirrty se nikdy nezaměřovala na velké vojenské výboje z důvodu nedostatku Jaffů, ale její technologie dokázaly tento nedostatek kompenzovat. |        |

### Sumersko-babylonská mytologie
| Jméno  | Herec/Herečka     | Popis                                                                   | Symbol |
| ------ | ----------------- | ----------------------------------------------------------------------- | ------ |
| Marduk | Alexander Kalugin | Hlavní babylonský bůh, zemřel při explozi silné trhaviny ve své hrobce. | -      |
| Iškur  | -                 | Bůh větru, bývalý vládce Sodanů.                                        | -      |

### Jurubská mytologie
| Jméno  | Herec/Herečka | Popis                                                   | Symbol |
| ------ | ------------- | ------------------------------------------------------- | ------ |
| Olokun | Kwesi Ameyaw  | Postava z jorubské mytologie. Údajně byl zabit Ba'alem. | -      |

### Slovanská mytologie
| Jméno  | Herec/Herečka | Popis | Symbol |
| ------ | ------------- | --- | ------ |
| Svarog | -             | Slovanský bůh slunce a duch ohně, byl zničen i se svou armádou na P2A-018 pomocí obranného systému zvaného strážce, který ho prostě vymazal ze světa. |        |

### Čínská mytologie
| Jméno               | Herec/Herečka  | Popis | Symbol |
| ------------------- | -------------- | --- | ------ |
| Ti (v originále Yu) | Vince Crestejo | Zakladatel legendární čínské dynastie Sia, Na rozdíl od ostatních Goa'uldů byl ochotný vyjednávat s Tau'ri. Byl zabit RepliCarterovou v 8. sérii. |        |

Dá se předpokládat, že většina vládců soustavy se uchýlila do vyhnanství, protože už neměli k dispozici armády Jaffů, kteří by za ně bojovali. Totéž pravděpodobně postihlo i menší Goa'uldy.

## Citát
| „                                                  | Jsou to egomaniaci vedení neukojitelnou touhou po moci. Každý z nich je schopen nepředstavitelného zla. | “ |
| — Daniel Jackson: Časy se mění (část 1) (8. série) | |   |